# Wine & Spirits Wholesalers of America
Wine & Spirits Wholesalers of America (WSWA) är en amerikansk branschorganisation som företräder fler än 370 partihandelsföretag som verkar med att sälja och distribuera spritdrycker och vin i USA. Branschorganisationens medlemsföretag står för omkring 80% av den amerikanska partihandelsmarknaden för dessa drycker, vilket i sig var värd 129,1 miljarder amerikanska dollar för år 2022. WSWA har sitt huvudkontor i Washington, D.C.
Branschorganisationen grundades 1943.